# Hugo Rahner
Hugo Rahner (3 de maig de 1900, Pfullendorf - † 21 de desembre de 1968, Múnic) fou un jesuïta alemany, degà i president de la Universitat d'Innsbruck i germà gran de Karl Rahner.

## Primers anys
Entrà a la Companyia de Jesús el 1919 i fou enviat a Valkenburg, Països Baixos, per fer-hi estudis teològics i filosòfics. Ordenat sacerdot el 1929, completà el seu doctorat en teologia el 1931. Des del 1937 ensenyà a la facultat de teologia a Innsbruck, però els nazis forçaren que dimitís i que s'exiliés del 1940 al 1945.

## Selecció d'escrits
- Eine Theologie der Verkündigung, Friburgo 1939;
- Abendländische Kirchenfreiheit, Einsiedeln / Köln 1943;
- Mater Ecclesia - Lobpreis der Kirche aus dem ersten Jahrtausend, Einsiedeln / Köln 1944;
- Mariens Himmelfahrt und das Priestertum, Innsbruck 1951;
- Der Mensch spielende, Einsiedeln 1952;
- Mueren Kirche - Gottes Kraft en menschlicher Schwäche, Friburgo 1956;
- Ignacio von Loyola. Geistliche Briefe, Einsiedeln / Köln 1956;
- Ignacio von Loyola. Briefwechsel MIT Frauen, Friburgo 1956;
- Griechische Mythen en Christlicher Deutung, Zürich 1957/Basel 1984;
- Sinn der Geschichte - und Geschichte Persönlichkeit, Kevelaer 1959;
- Himmelfahrt der Kirche, Friburgo 1961;
- Kirche und Staat im frühen Christentum, München, 1951;
- Maria und die Kirche. Zehn Kapitel über das Leben geistliche, Innsbruck 19512;
- Symbole der Kirche, Salzburgo 1954;
- Abendland, Friburgo 1966.